# Pfarrkirche Pennewang

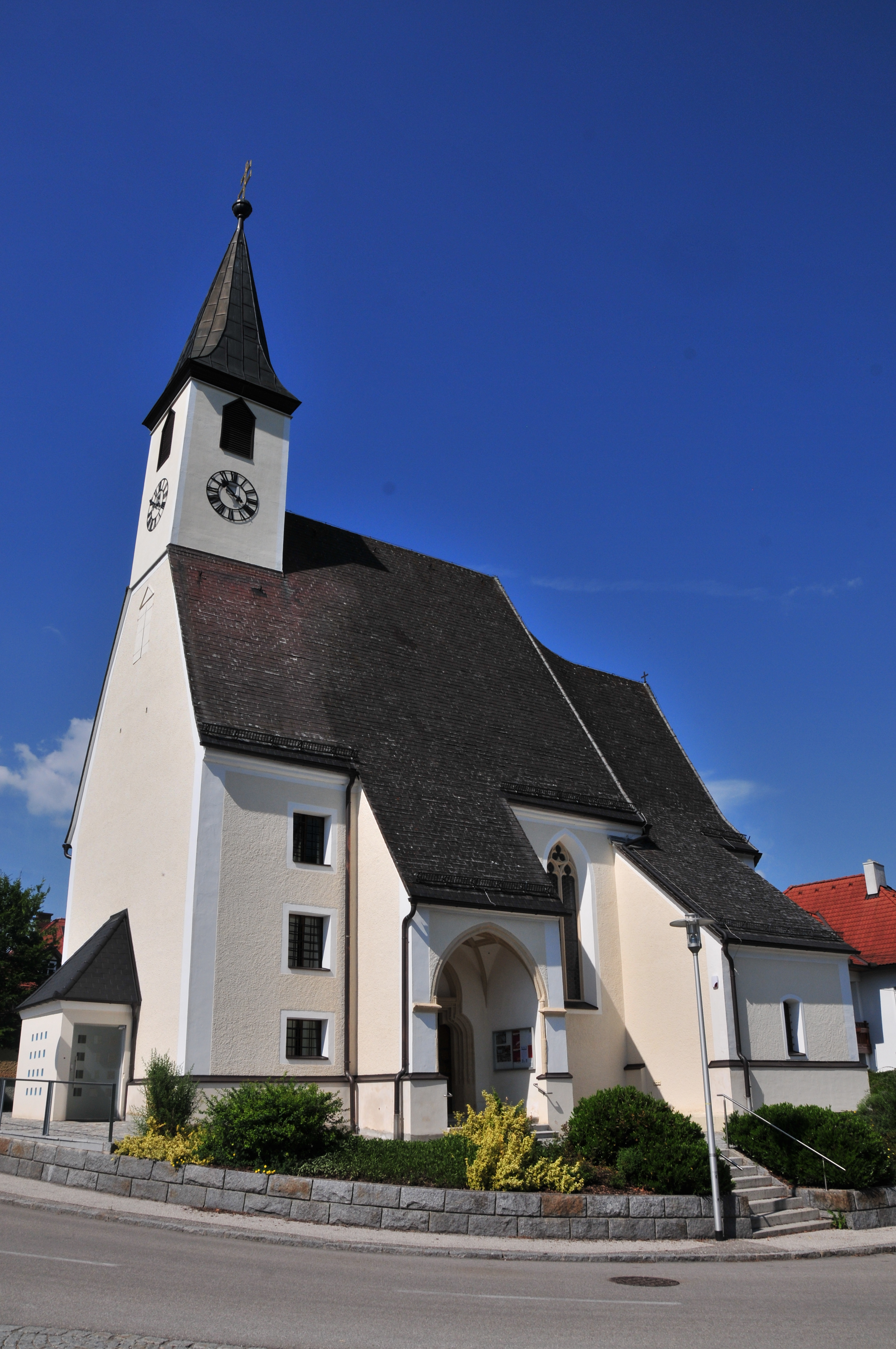
Katholische Pfarrkirche in Pennewang

Die römisch-katholische Pfarrkirche Pennewang steht im Ort Pennewang in der Gemeinde Pennewang im Bezirk Wels-Land in Oberösterreich. Die auf den heiligen Bartholomäus geweihte Kirche gehört zum Dekanat Gaspoltshofen in der Diözese Linz. Die Kirche und der Friedhof stehen unter Denkmalschutz.

## Geschichte
Eine Kirche wurde 1355 urkundlich genannt.

## Architektur
Die netzrippengewölbte spätgotische Hallenkirche hat ein zweischiffiges dreijochiges Langhaus und einen einjochigen Chor mit einem Fünfachtelschluss. Der westliche Fassadenturm trägt einen Spitzhelm. Das reich verstäbte Südportal hat eine netzrippengewölbte Vorhalle. Die Orgelempore ist zweigeschoßig.

## Ausstattung
Der spätbarocke Hochaltar mit klassizistischen Anklängen entstand um 1780/1790. Die Seitenaltäre sind aus der zweiten Hälfte des 18. Jahrhunderts. Die Kanzel entstand um 1700. In der Südportalvorhalle ist ein spätgotisches Kruzifix aus dem Anfang des 16. Jahrhunderts und wurde später überschnitzt.
Es gibt eine Glocke aus 1750.